# Spargania caudata
Spargania caudata är en fjärilsart som beskrevs av Paul Dognin 1910. Spargania caudata ingår i släktet Spargania och familjen mätare. Inga underarter finns listade i Catalogue of Life.